# Plagiotrypes armatus
Plagiotrypes armatus är en stekelart som först beskrevs av Heinrich 1930.  Plagiotrypes armatus ingår i släktet Plagiotrypes och familjen brokparasitsteklar. Inga underarter finns listade i Catalogue of Life.